# فجر ۱

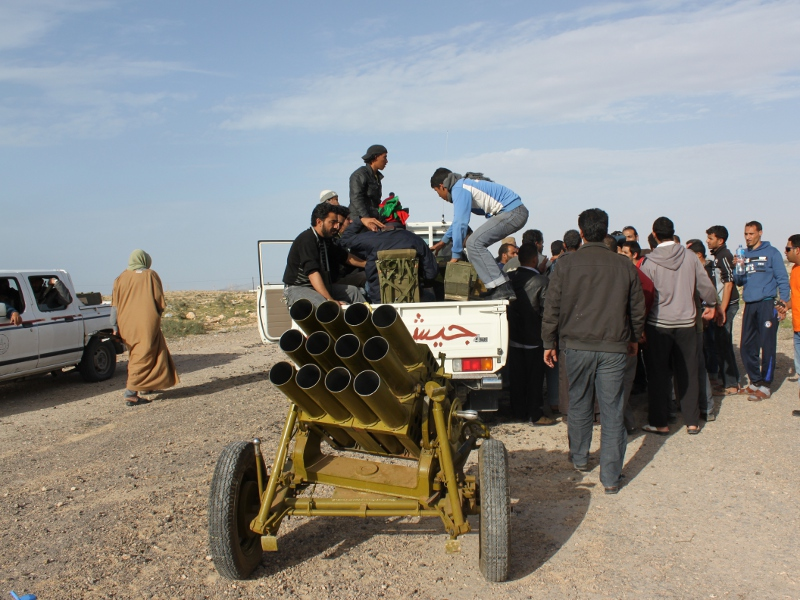
تایپ ۶۳ شورشیان لیبیایی در جنگ داخلی لیبی

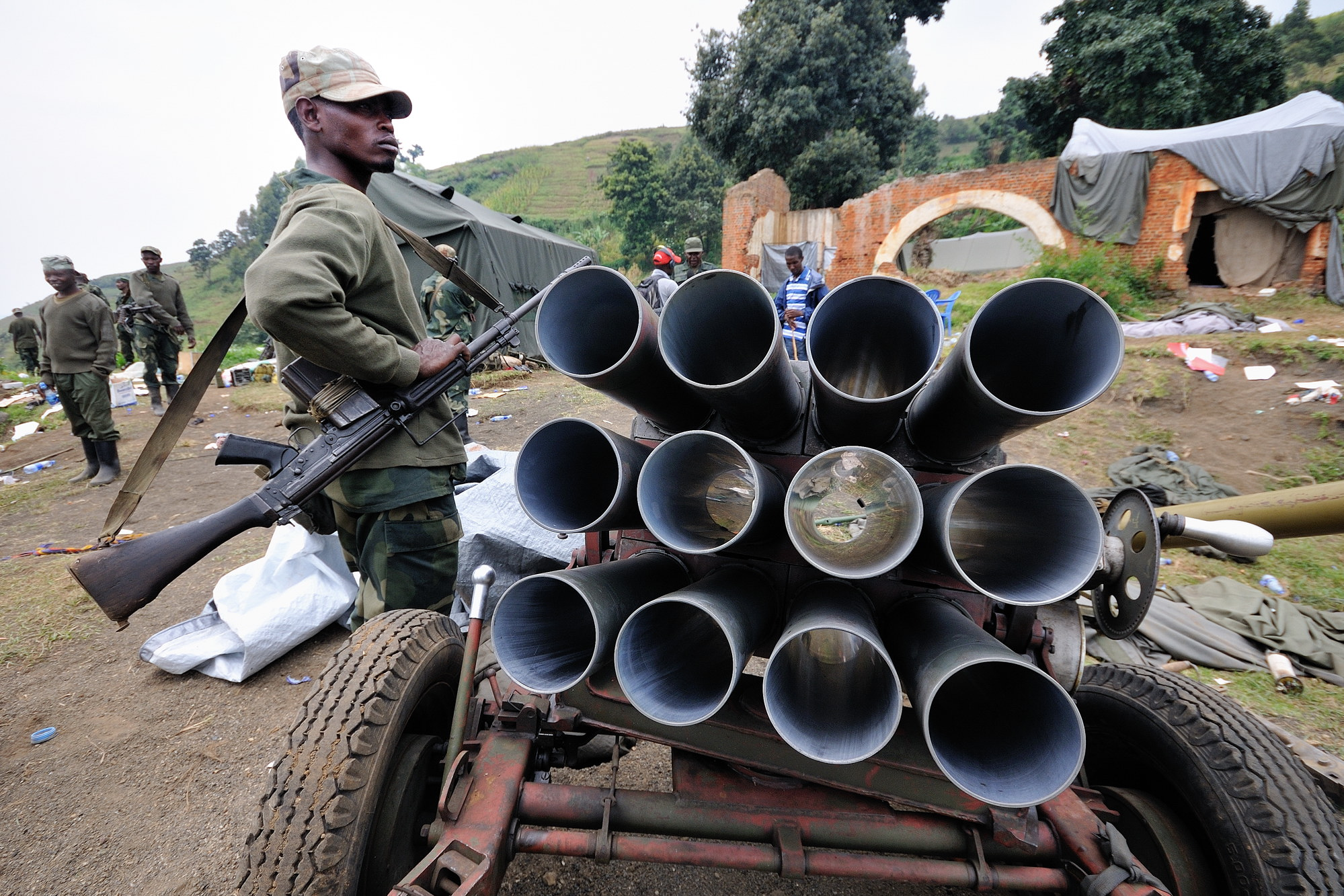
تایپ ۶۳ متعلق به جنبش ۲۳ مارس از گروه‌های شورشی کنگویی و سرباز مسلح به تفنگ اف‌ان فال

فجر-۱ معروف به مینی‌کاتیوشا نوعی راکت‌انداز کششی ۱۲ لوله‌ای ۱۰۷ میلی‌متری است که تایپ ۶۳ نام دیگر آن است.

## تاریخچه
این راکت‌انداز  در اوایل دهه ۱۹۶۰ با نام تایپ ۶۳ در چین طراحی و تولید شد و سپس به کشورهای مختلفی صادر و در نقاط مختلف دنیا تولید شد. ایران از سال ۱۳۶۶ تحت لیسانس سازنده چینی و با نام فجر-۱ آغاز کرد.
این راکت‌انداز تا دهه ۱۹۸۰ به‌طور گسترده‌ای در ارتش آزادیبخش چین مورد استفاده بود. اکنون اگرچه در واحدهای فعال پیاده‌نظام استفاده نمی‌شود اما همچنان در زمره تجهیزات پیاده‌نظام کوهستانی و دسته‌های نیروهای ویژه قرار دارد. تایپ ۶۳ با توجه وزن کم و اندازه کوچک حتی بر روی خودروهای سبکی مثل جیپ و وانت نیز قابل نصب است.

## مشخصات فنی
برد راکت‌های فجر ۱ را ۸ کیلومتر گفته‌اند. کالیبر این گلوله، ۱۰۷ میلیمتر، وزن آن ۱۸ کیلوگرم، وزن سرجنگی آن ۷.۹ کیلوگرم و حداکثر سرعت آن ۳۷۵ متر بر ثانیه است. طول این راکت، ۰.۸ متر و کاربرد آن در زمین و دریا است. این لانچر می‌تواند در بین ۸ تا ۱۰ ثانیه، ۱۲ راکت شلیک کند. از جمله مزایای این راکت، قابلیت حمل در مناطق صعب العبور همچون کوهستان است.
در نسخه چینی این موشک، لانچری ۱۲ لول وجود دارد که بر روی دو چرخ، به صورت مجزا حمل می‌شود. در ایران اما این لانچرها عموما بر روی خودروهای زرهی نصب می‌شوند. در چین و برخی کشورهای دیگر همچون ایران مدل تک‌لوله‌ای و قابل حمل توسط نفر این سلاح نیز تولید شده‌است. این سلاح‌های تک لول، بیشتر کاربرد چریکی دارند و وزن آنها بین ۲۱ تا ۳۰ کیلوگرم است. در ایران نسخه‌های ۱۱ تا ۱۹ لول را نیز بر روی قایق‌های تندرو نیز نصب کرده‌اند.

## تولیدات با مجوز
تایپ ۶۳ در این کشورها با مجوز سازنده چینی تولید شده‌است:
- سودان با نام تاکا
- ایران با نام فجر -۱ و راکت‌ها با نام حاسب-۱
- آفریقای جنوبی با نام تاکا
- کره شمالی با نام تایپ ۷۵
- ترکیه با نام تی-۱۰۷
- مصر

### مدل‌های خودکششی
- چین یک مدل صادراتی با تام تایپ ۸۱ بر اساس کامیون نانجینگ ان‌جی-۳۲۰
- کره شمالی مدل‌های ۱۸ و ۲۴ لوله‌ای که بر روی خودروهای شنی‌دار و چرخ‌دار نصب شده‌ند.
- ترکیه شرکت راکتسان ترکیه یک سیستم بهینه‌شده ۱۰۷ م‌م را متشکل از یک خودروی هاموی با دو راکت‌انداز ۱۲ تایی و یک سیستم کنترل آتش تولید کرده که برد آن به ۱۱ کیلومتر افزایش یافته‌است.
- ایران منصوب بر خودرو رزمی سفیر و کویران

## کاربران
تایپ ۶۳ به کشورهای متعدد دیگری نیز صادر شده از جمله:
- افغانستان
- آلبانی
- جمهوری آذربایجان
- کامبوج
- جیبوتی
- ایران
- عراق
- اردن
- لیبی
- میانمار
- الجزایر
- کره شمالی
- چین
- آفریقای جنوبی
- سودان
- سوریه
- ترکیه
- ویتنام
- زیمبابوه
- نیکاراگوئه